# Cristóbal de Morales
Cristóbal de Morales (Siviglia, 1500 – Marchena, 1553) è stato un compositore spagnolo.

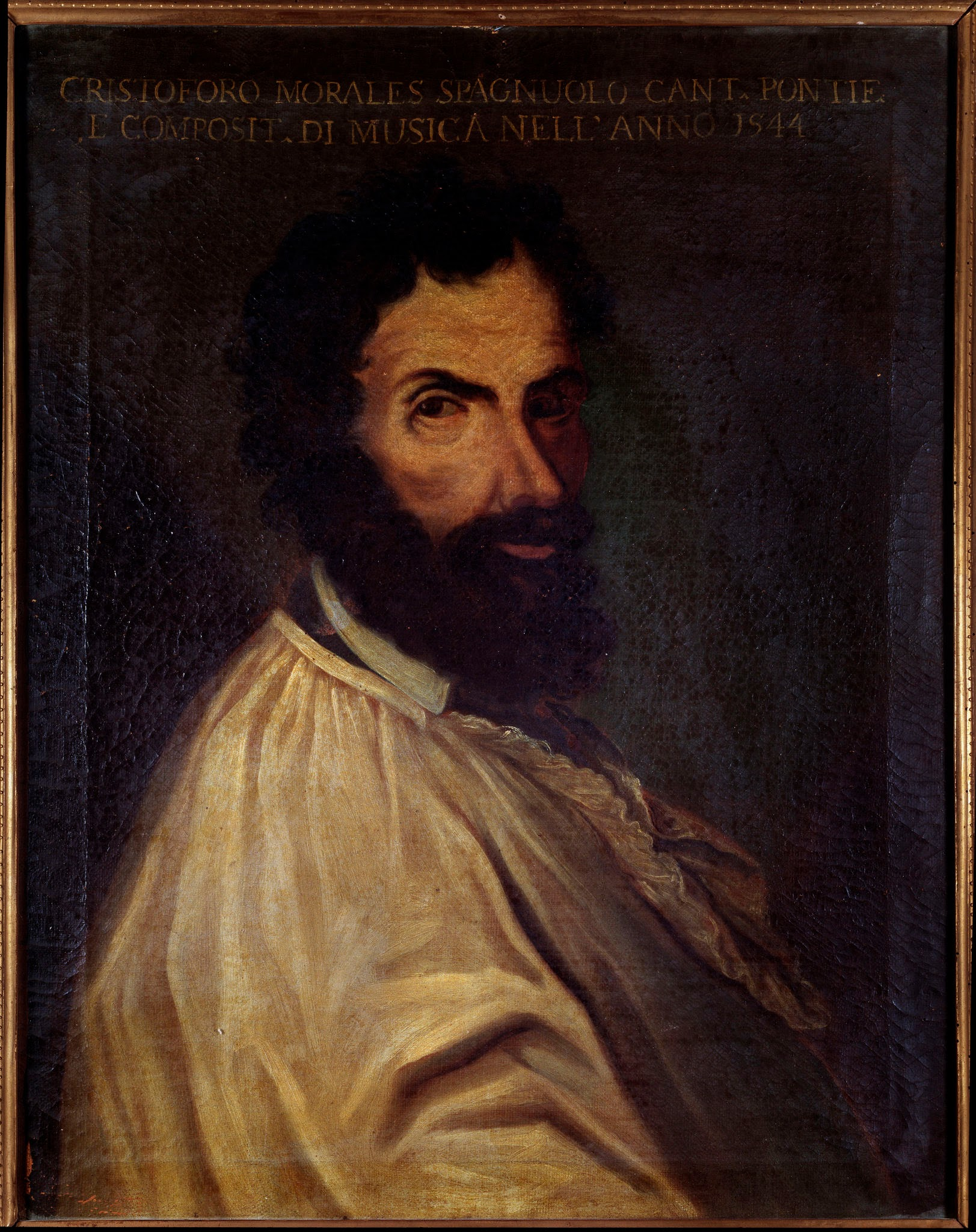
Cristóbal de Morales

È da molti considerato come il più importante compositore spagnolo di musica vocale della prima metà del Cinquecento. 

## Biografia
Nato a Siviglia, dove ricevette un'istruzione non solo musicale, sin da un'età giovanissima, lavorò ad Avila e Plasencia. Dal 1522 vi sono dei riferimenti a lui come organista. 
Morales fu a Roma per dieci anni dove da molto tempo, nella Cappella Papale, erano impiegati cantori spagnoli (Alessandro VI, alla fine del XV secolo, fu il secondo Papa della famiglia spagnola dei Borgia). Dal 1535 fu cantore sotto il pontificato di Paolo III. 
Nel 1539 avviene la prima assoluta del mottetto Gaude et laetare ferrariensis civitas nella Cattedrale di Ferrara.
Tornato in Spagna, nella sua terra natale ebbe molti incarichi, non senza difficoltà di varia natura. A quell'epoca era ormai considerato uno dei maggiori compositori europei - il teorico Juan Bermudo ne parla come "la luce della musica spagnola" - ma per lui non era facile trovare e mantenere un incarico. Aveva probabilmente un carattere difficile e pretendeva molto dai suoi cantori. Nel settembre 1553 fece domanda per la posizione di maestro di cappella a Toledo, carica che aveva già ricoperto in precedenza, ma morì poche settimane dopo. 
Nel 1559 musiche di Morales furono eseguite in Messico ad una Messa in suffragio di Carlo V.

## Opere

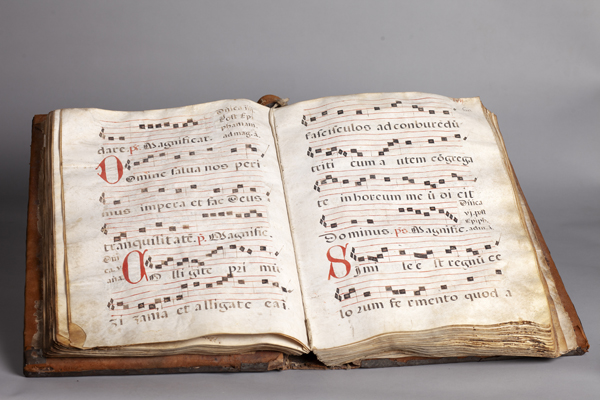
Messa di Cristóbal de Morales, Pastrana

Ha scritto quasi esclusivamente musica sacra e vocale (era frequente, tuttavia, in Spagna l'uso di strumenti di raddoppio alle parti vocali). Alcune delle sue messe sono di grande difficoltà e probabilmente furono scritte per gli esperti della Cappella papale. Scrisse più di 100 mottetti, 18 Magnificat e musicò alcuni testi dalle Lamentazioni di Geremia per la Settimana santa. I Magnificat sono oggi i suoi lavori più frequentemente eseguiti. 
Le sue messe (ce ne sono giunte 22) impiegano varie tecniche. Sei si basano su una melodia liturgica gregoriana e utilizzano prevalentemente la tecnica del cantus firmus in maniera tradizionale. Otto messe impiegano la tecnica della parodia, tra cui quella a 6 voci che si basa sul tema della nota chanson Mille regretz - attribuita a Josquin Desprez e molto apprezzata da Carlo V -  che è ben riconoscibile in tutte le parti della messa. Morales scrisse anche due messe sulla melodia de "L'homme armé", chanson frequentemente utilizzata dai compositori di messe a partire dalla metà del quindicesimo secolo e per tutto il secolo successivo; la prima, a 4 voci, impiega la melodia come cantus firmus, mentre la seconda, a 5 voci, la utilizza in modo più libero, avvicinandosi alla tecnica della parafrasi. Scrisse infine due messe di Requiem e un Officium defunctorum, nel quale lo stile è tendenzialmente omoritmico.

## Stile
Dal punto di vista stilistico, Morales è più vicino a quello che nei due secoli successivi diverrà il linguaggio dell'armonia tonale, rispetto ai contemporanei franco-fiamminghi come Nicolas Gombert; inoltre l'armonia è più libera, come quella della musica inglese del periodo, Thomas Tallis ad esempio. Morales dimostra una notevole libertà ritmica, ad esempio con l'uso della poliritmia "tre contro quattro" o l'indipendenza ritmica di una voce che si stacca dal metro delle altre. Nell'ultimo periodo ridusse l'uso del contrappunto a favore di uno stile più sobrio e tendenzialmente omoritmico. Anche nei periodi precedenti, comunque, Morales è attento al significato del testo e alla comprensibilità delle parole. Questa sarà poi una caratteristica di Palestrina e di altri compositori della seconda metà del secolo, anche se era già presente in Josquin Desprez. 
Morales fu il primo compositore spagnolo di risonanza internazionale. Per molto tempo dopo la sua morte fu tenuto in altissima considerazione, i suoi lavori circolarono in tutta Europa e molte copie raggiunsero il Nuovo mondo. Insieme a Francisco Guerrero e Tomás Luis de Victoria, è uno dei tre più importanti polifonisti spagnoli del sedicesimo secolo.